# 129
| 129                |
| ------------------ |
| Dødsfald - Fødsler |
|                    |

| Gregoriansk kalender | 129 CXXIX               |
| Ab urbe condita      | 882                     |
| Armensk kalender     | I/T                     |
| Kinesiske kalender   | 2825 – 2826 戊辰 – 己巳 |
| Etiopisk kalender    | 121 – 122               |
| Jødisk kalender      | 3889 – 3890             |
| Hindukalendere       |                         |
| - Vikram Samvat      | 184 – 185               |
| - Shaka Samvat       | 51 – 52                 |
| - Kali Yuga          | 3230 – 3231             |
| Iransk kalender      | 493 BP – 492 BP         |
| Islamisk kalender    | 508 BH – 507 BH         |

Se også 129 (tal)